# Asteroschema
Asteroschema is een geslacht van slangsterren uit de familie Asteroschematidae.

## Soorten
- Asteroschema ajax A.H. Clark, 1949
- Asteroschema arenosum Lyman, 1878
- Asteroschema bidwillae McKnight, 2000
- Asteroschema brachiatum Lyman, 1879
- Asteroschema capensis Mortensen, 1925
- Asteroschema clavigerum Verrill, 1894
- Asteroschema edmondsoni A.H. Clark, 1949
- Asteroschema elongatum Koehler, 1914
- Asteroschema fastosum Koehler, 1904
- Asteroschema flosculus Alcock, 1893
- Asteroschema glaucum Matsumoto, 1915
- Asteroschema hemigymnum Matsumoto, 1915
- Asteroschema horridum Lyman, 1879
- Asteroschema igloo Baker, 1980
- Asteroschema inornatum Koehler, 1906
- Asteroschema intectum Lyman, 1878
- Asteroschema laeve (Lyman, 1872)
- Asteroschema lissum H.L. Clark, 1939
- Asteroschema migrator Koehler, 1904
- Asteroschema monobactrum H.L. Clark, 1917
- Asteroschema nuttingii Verrill, 1899
- Asteroschema oligactes (Pallas, 1788)
- Asteroschema rubrum Lyman, 1879
- Asteroschema salix Lyman, 1879
- Asteroschema sampadae Parameswaran & Jaleel, 2012
- Asteroschema subfastosum Döderlein, 1930
- Asteroschema sublaeve Lütken & Mortensen, 1899
- Asteroschema sulcata Ljungman, 1872
- Asteroschema tenue Lyman, 1875
- Asteroschema tubiferum Matsumoto, 1911
- Asteroschema tumidum Lyman, 1879
- Asteroschema vicinum Koehler, 1907
- Asteroschema wrighti McKnight, 2000
- Asteroschema yaeyamensis Murakami, 1944